# Völgységi Múzeum
A Völgységi Múzeum 1987. április 1-jén nyílt meg Bonyhádon. Az intézmény Bonyhád város önkormányzatának fenntartásában álló, a Völgység történelmi- és néprajzi emlékeit kezelő tájmúzeum a szekszárdi Wosinsky Mór Megyei Múzeum szakmai felügyelete alatt. 2010 óta a múzeum kiállítóhelyeként működik az 1985. május 25-én megnyílt Tűzoltó Múzeum (Bonyhád, Szabadság tér 12) valamint a 2021. június 16-án átadott a Perczel Emlékszoba a Perczel kúriában (Bonyhád, Perczel Mór u. 44). A Múzeum állandó kiállítása 2017-ben újult meg, a "Ház és ember a Völgységben" című kiállítás a völgységi emberek életmódját mutatja be enteriőrökön keresztül. A székelyek, felvidéki magyarok és a németség hagyományai mellett felidézik az Apponyi család történetét, valamint a zománcipar, a kovácsműhelyek világát és az 1950-es évek tárgyi kultúráját. Az 1956-ról szóló tárlóban látható a forradalom bonyhádi hősének, a tizenhat éves vájártanuló Szakács Jenőnek átlőtt személyi igazolványa, ami a haláláról tanúskodik. A látogatók 3D-s filmeken ismerhetik meg a Völgység középkori várainak rekonstrukcióit. A bonyhádi gótikus templomot makett, a templom szentélyét nagy méretű molinó mutatja be. Készült egy makett a lengyeli Apponyi-kastélyról, illetve a jellegzetes német fachwerk házakról is. A Múzeum folyamatosan frissülő programokkal, időszaki kiállításokkal, tudománynépszerűsítő előadásokkal, kézműves- és hagyományörző foglalkozásokkal várja látogatóit.
A Völgységi Múzeum főépületének az 1958 óta műemléki védelem alatt álló a Nunkovits-Honig ház ad otthont (IVO 4097). Az egykori községháza jelenleg is látható külsejét 1880-as években nyerte el. 2015-ben az épület nyugati homlokzata teljes felújításon esett át.

#### A múzeum története
Bonyhád mezőváros a 18–19. század fordulóján, az újratelepítést követően, a gyorsan fejlődő Völgység központja, ahol a vidék tehetősebb nemesei lakóházakat és kúriákat emeltek. A Perczelek börzsönyi birtokostársának, a Nunkovits családnak is volt ingatlana a Piac téren. A család tagjai a 18. század végén birtokosok, illetve megyei tisztségviselők Tolna és Baranya vármegyében. A klasszicizáló, késő barokk stílusú, emeletes lakóházuk a 18. század végén épült. Homlokzatán ma is látható egy ovális medailonban, a Nunkovitsok címere. 1904-ben Hónig Albert budapesti vállalkozó vette meg a birtokot és az épületet. 1945-ben a Telepítési Hivatal, majd a Völgységi Telepesek Központi Szövetkezete székháza lett. Az 1952. évi államosítás után lakóházként hasznosították az épületet, egészen a Völgységi Múzeum kialakításáig.
1987. április 1-től a szekszárdi Béri Balog Adám Múzeum kiállítóhelye, ma Bonyhád Város Önkormányzata fenntartásában működik önálló gyűjtőkörű tájmúzeumként.

#### Az állandó kiállítás
A Völgység a Dunántúli-dombság völgyekkel legtagoltabb része, a Mecsektől északra, a Sárköztől nyugatra fekszik. Központja a táj keleti felében lévő Bonyhádi-völgy.
A 18. század elején a magyarok és szerbek csak gyéren népesítették be a tájat. Az újratelepítést az 1710-es évektől kezdték el a földbirtokosok, akik a Pfalz, Hessen, Fulda környékéről érkező német telepeseknek kedvezményeket biztosítottak. Az 1740-es évekre megszilárdult a településhálózat, ezt a zömében ekkor érkező sziléziai zsidóság már nem módosította. A magyarok katolikusok és reformátusok, a németek emellett evangélikusok, a szerbek görögkeletiek voltak. Egyedülálló az öt vallás tárgyegyüttese.
A múzeum Bonyhád és környékének ezt az egyedülálló kulturális egységét mutatja be.

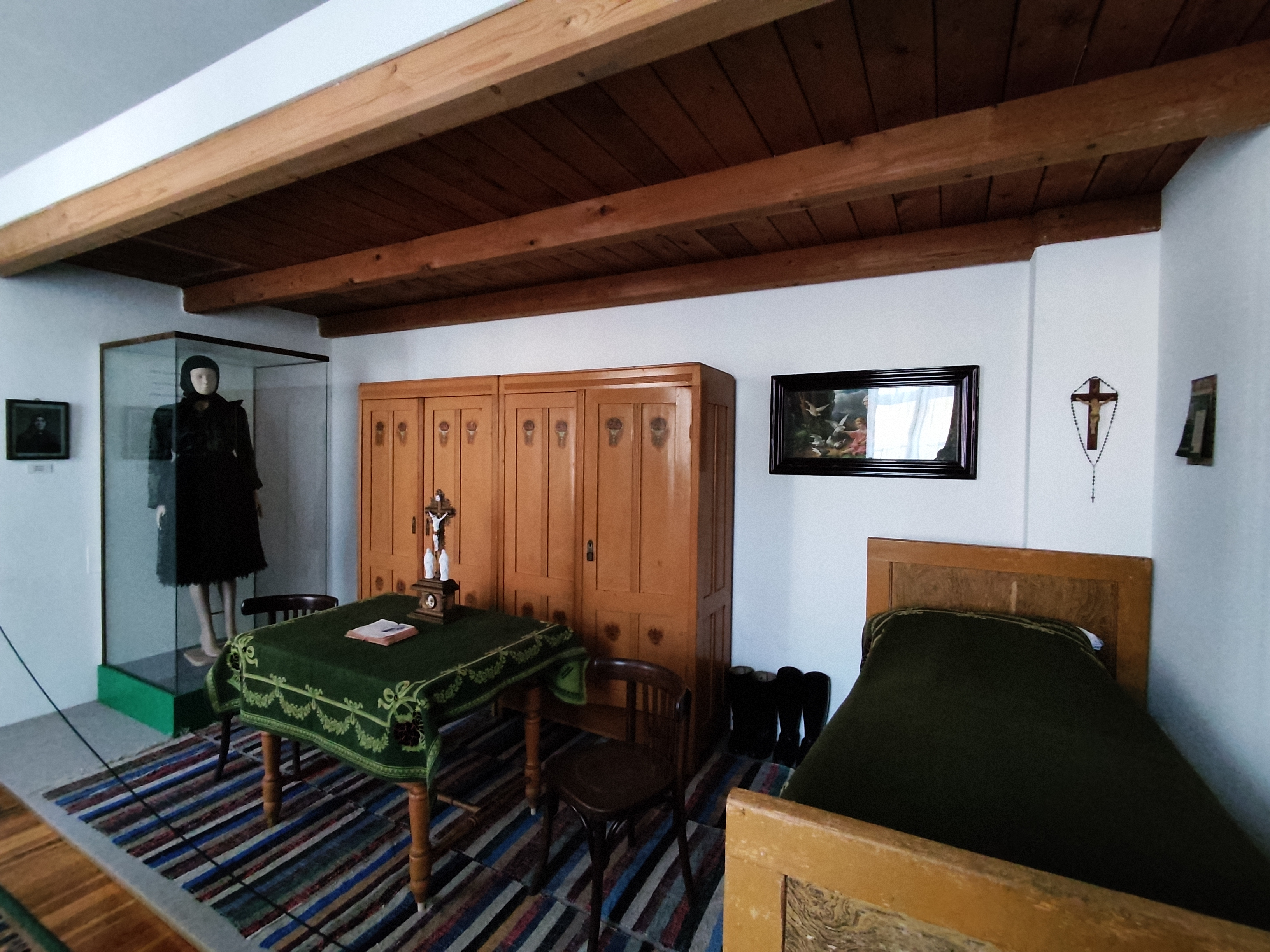
Felvidéki magyar szoba rekonstrukciója az 1930-as évekből

A 2015-ben megnyílt Ház és ember a Völgységben című kiállítás a völgységi emberek életmódját igyekszik megjeleníteni enteriőrökön keresztül. Az intézmény tíz teremben több mint ezer tárgy, fotó, makett segítségével ad ízelítőt a Völgység történetéből az 1200-as évektől a 20. századig életmód-, ipar- és technikatörténeti, néprajzi összeállításokon keresztül. A székelyek, felvidéki magyarok és a németség hagyományai mellett felidézik az Apponyiak, a zománcipar, a kovácsműhelyek világát és többek között az 1950-es évek tárgyi kultúráját. Az 1956-ról szóló tárlóban látható a forradalom bonyhádi hősének, Szakács Jenő 16 éves vájártanulónak az átlőtt személyi igazolványa, amely haláláról tanúskodik. A kiállításban külön termek mutatják be a város két meghatározó cégének a bonyhádi cipőgyár és a zománcgyár történetét.

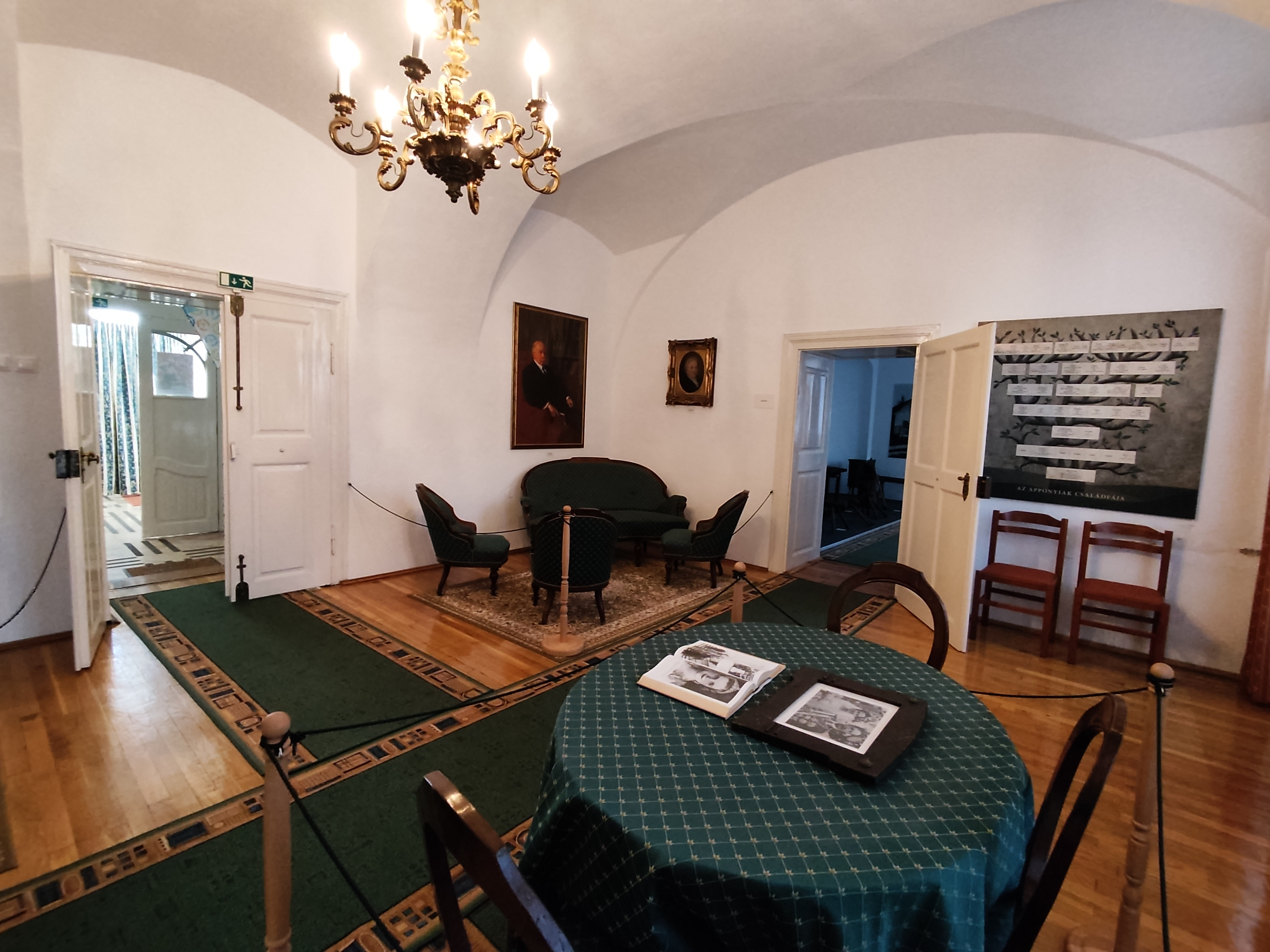
Az Apponyiak szalonja a Völgységi Múzeumban

Az Apponyiak szalonjának legértékesebb része a lengyeli Apponyi család 19. század közepéről származó romantikus neobarokk szalongarnitúrája. A pianínó Kaspar Lorenz bécsi üzemében készült. A Völgység egyetlen arisztokrata családja a magyar arisztokráciának ahhoz a vonulatához tartozott, akik mint a Széchenyiek, Eszterházyak, Festeticsek, igen sokat tettek a magyar kultúra felvirágoztatásáért. Legkiemelkedőbb alakjaik az államférfi gr. Apponyi Albert és a gyűjtő, bibliofil és mecénás gr. Apponyi Sándor. A boltozatos helyiségbe jól illeszkedik az Apponyi család címere, a díszmagyar öltözet. Az Apponyi kastély modellje tapintható.
1930-ból származik felvidéki magyar lakószoba Udvardról, kiegészül egy női viselettel. A felvidéki magyar sorsot vitrinek mutatják be trianonitól a párizsi békeszerződésig (1920–1947). A magyar nemzeti lobogó Tardoskeddről, a Teleki-féle Carte Rouge (vörös térkép), és három magyar filmhíradó hangosfilmje hitelesíti történetüket.

#### Tűzoltó Múzeum
A múzeum számára a városközpontban, a Szabadság tér 13. szám alatt egy volt gabonakereskedő magtárépületében biztosítottak 144 m2 alapterületű épületet, melyhez egy 28 m³-es galériának kialakított rész kapcsolódik. A „Tűzre, vízre vigyázzatok!” című állandó tűzoltástörténeti kiállítás – az új létesítmény – megnyitására 1985. május 27-én került sor. A bakter szavai jogosan adták a tárlat címét. Gondoljunk csak az 1817. május 28-i őcsényi tűzvészre, mellyel, egyidejűleg – a kiállításon is szereplő története szerint – árvíz is pusztított. A budapesti Tűzoltó Múzeum igazgatója Minárovics János, a kiállítás rendezőjének elképzelésében egy olyan állandó kiállítás terve fogalmazódott meg, ami kiegészíti a Budapesten lévő állandó kiállítás anyagát. A múzeumban a tűzvészek elleni harc fejlődését mutatják be a céhes korszaktól az önkéntes tűzoltó egyletek kialakulásáig. A galérián az 1874-ben alakult Bonyhádi Önkéntes Tűzoltó Egyesület múltját és jelenét ismerhetik meg a látogatók. A szemközti falsíkra Jan van der Heyden könyvének az amszterdami admiralitás épületének égését ábrázoló metszete került. A hatalmas méretű nagyításon jól látszanak az együtt dolgozó régi gólyanyakú és az új tömlős fecskendők. A kiállításon megjelenik a tűzoltók védőszentjének, Szent Flóriánnak a kultusza magyarországi ábrázolásokkal, melynek egy gyönyörű faszobor az ékessége. Alakja a Bonyhádi Önkéntes Tűzoltó Egylet 1903-as zászlaján is látható. A felvételek sorát Szedres község 5,5 m magas haranglábja zárja, amelynek harangját 1894-ben öntötték. A tűzoltók számára nagyon fontos légzésvédelmi eszközök fejlődését a König-féle füstsisakok és a Kőszegi-féle légzőkészülék szemléltetik. A szertárépület a Hőgyész községben a 20. század elején épült eredeti mintájára készült, egyszintes, födém nélküli 70 m2 alapterületű építmény. Az itt kiállított fecskendők különböző korúak és típusúak. Valamennyi lóvontatású és elsősorban a kisebb városok, községek tűzvédelmi igényét szolgálták. A fenntartó a kiállítóhelyet 2010-ben a Völgységi Múzeum kezelésébe adta.

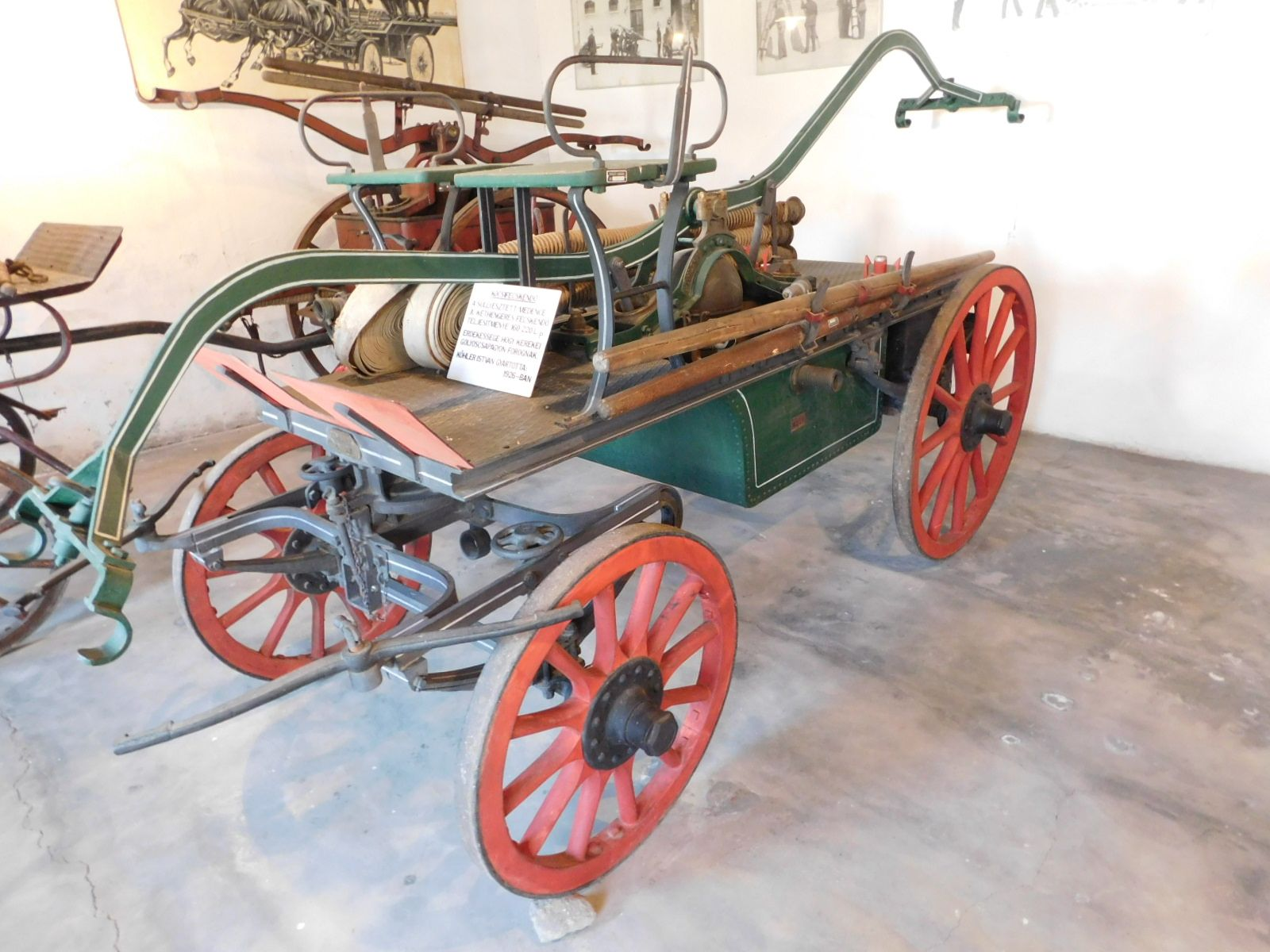
1926-os magyar lóvontatású kocsifecskendő a bonyhádi Tűzoltó Múzeumban

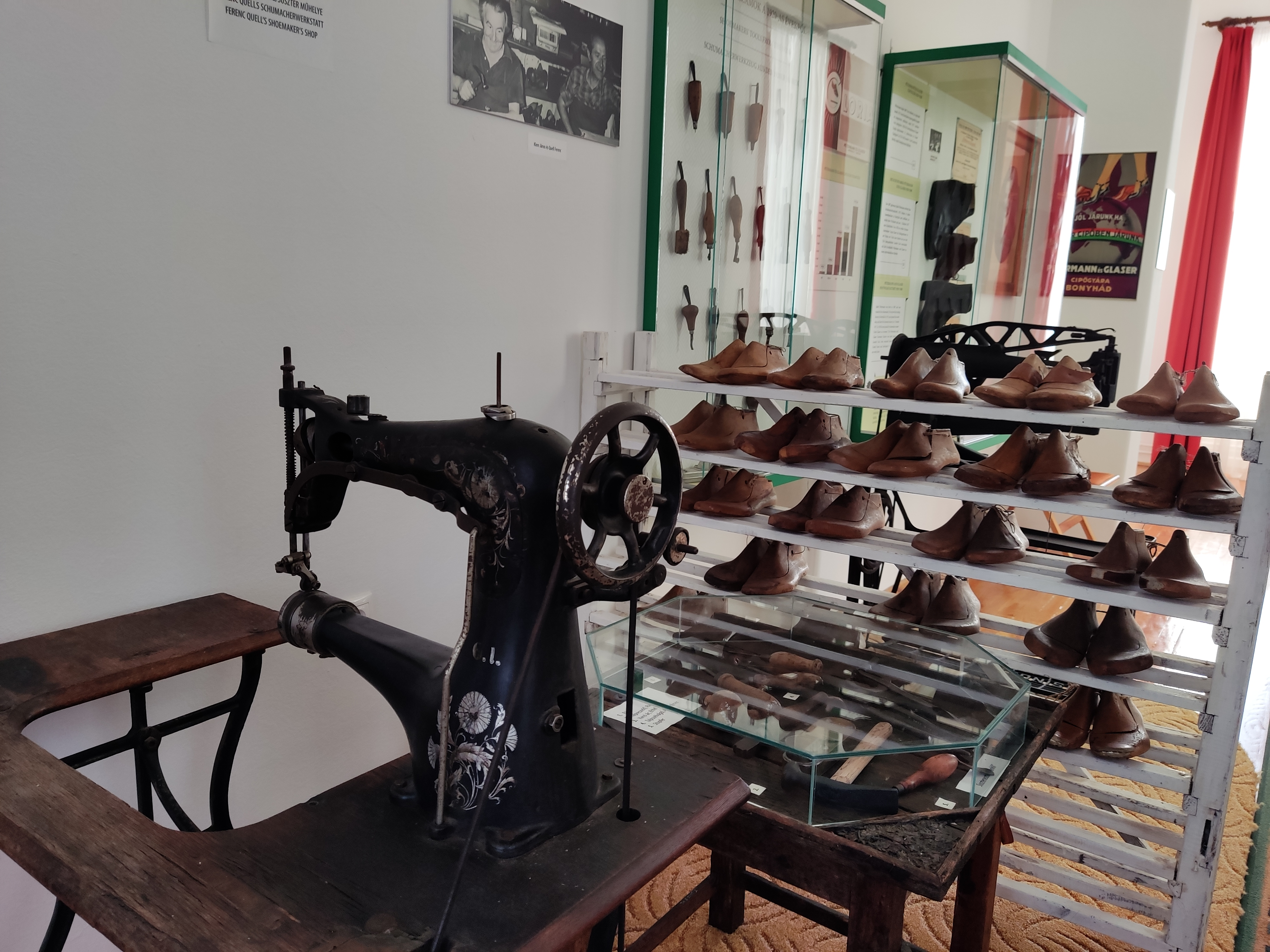
A bonyhádi cipőgyár történetét bemutató terem a Völgységi Múzeumban

## Kiadványok
- Kolta László – Kolta Dóra – Farkas Tibor – Farkas István Gergő (szerk.): Hét évtized az oktatás és nevelés szolgálatában. Dr. Kolta László (1922–2010) kiadatlan tanulmányai. Bonyhád, 2022, ISBN 978-615-80042-6-8 (nyomtatott), ISBN 978-615-80042-7-5 (digitális).